# Гаррі Ллевеллін
Гаррі Ллевеллін (англ. Harry Llewellyn, 18 липня 1911 — 15 листопада 1999) — британський вершник.
Олімпійський чемпіон 1952 року в командному конкурі, бронзовий призер 1948 року в командному конкурі.